# Колесса-Залеська Дарія Філаретівна
Дарія Філаретівна Колесса-Залеська (25 жовтня 1906, Добромиль, нині Старосамбірський район Львів. обл. — 21 жовтня 1999, Львів) — українська піаністка, педагогиня. Дочка Філарета, сестра Миколи Колессів. Доцентка (1963) і завідувачка катедри камерного ансамблю Львівської консерваторії (1961—1973).
Навчалася у Вищому музичному інституті (1918—1925; клас Василя Барвінського), закінчила Консерваторію Польського музичного товариства (1932; викл. В. Фріман, Л. Мюнцер; обидва — Львів). Удосконалювала майстерність в Академії музики у Відні (1926–28; кл. П. Вайнгартена).
1932—1934 — асист. Л. Мюнцера у Консерваторії Польського музичного товариства у Львові. Викладала гру на фортепіано у Вищому музичному інституті у Станіславі (нині Івано-Франківськ, 1936–37), муз. школі при Львів. консерваторії (1939–41, 1944–48), Львів. музичному училищі (1944–47) та консерваторії (1944–74).
Брала участь у виданні праці Ф. Колесси «Улюблені українські народні пісні Івана Франка» (Л., 1946), в упорядкуванні рукописного фонду архіву батька у Львові. Авторка низки статей, зокрема «Письма Белы Бартока Филарету Колессе» // «Советская музыка», 1961, № 1; «Невідомі листи до Івана Колесси» // «Народна творчість та етнографія», 1965, № 3 (співавторство). Серед учнів — Б. Фільц, М. Лемішко, К. Колесса, Н. Кашкадамова, Л. Шутко.
Померла у Львові 21 жовтня 1999 року, не доживши чотирьох днів до свого 93-го дня народження. Похована в родинному гробівці на 78 полі Личаківського цвинтаря.